# Кит гренландський
Кит гренландський, або полярний кит (Balaena mysticetus) — морський ссавець підряду вусатих китів. Єдиний сучасний вид роду кит (Balaena).

## Опис
Вусатий кит, живе в полярних районах Північної півкулі. Максимально завдовжки 20 м (самки), 18 м (самці); вага дорослої тварини — від 75 до 100 т. Загальна тривалість життя — близько 40 років. Але окремі особи можуть дожити до 211 років, що є рекордом серед хребетних тварин.. Пірнає на глибину до 200 м і може залишатися під водою до 40 хвилин. Середня швидкість — близько 20 км/год.

## Ареал
Гренландський кит живе у холодних водах Північної півкулі, «найпівденніше» стадо цих китів зустрічається в Охотському морі (54 градуси північної широти). Унаслідок суворих умов проживання гренландських китів, спостереження за ними ускладнено. Навесні гренландські кити мігрують на північ, восени — на південь, відступаючи від льоду. Незважаючи на пристрасть до полярних широт, опинятися серед льодів ці кити не люблять. Але іноді вони змушені прокладати собі дорогу прямо в льодах, розколюючи крижини. Відомі випадки, коли полярний кит ламав крижину завтовшки 22 см. Під час міграції гренландські кити часто вибудовуються на зразок переверненої літери «V», що полегшує їм полювання. Після недавніх досліджень науковців з'явилася версія про те, що під загальною назвою «гренландський кит» можуть бути два різних види, що живуть в одних і тих же водах. Ця версія заснована на тому, що структура скелета, колір тіла, довжина і колір вусів у різних особин різні. Але ця версія ще потребує детального розгляду та додаткового вивчення.

## Живлення
Гренландські кити живляться виключно планктоном, який переважно складається з представників ракоподібних (головним чином каланусами (Calanus finmarchicus), а також крилоногими молюсками Limacina helicina). Дорослий гренландський кит може споживати щодня до 1,8 тонн їжі. Передбачається що доросла особина споживає близько 100 тонн їжі на рік.
Живляться гренландські кити способом типовим для всіх представників вусатих китів. З кожного боку пащі кита звисають порядку 325—360 платівок китового вуса завдовжки до 4,3 метра. Під час годування, кит рухається крізь товщу води з відкритим ротом. При цьому планктонні ракоподібні осідають на пластинах вуса, відскрібаються язиком і заковтуються. Характерною особливістю вуса гренландських китів є його надзвичайно тонка структура, що дозволяє тварині фільтрувати ракоподібних, в силу свого розміру недоступних іншим китам.

## Таксономія
Родинні зв'язки у родині Balaenidae
|  | E. glacialis =                                               |
|  |                                                              |
|  | \| \| E. japonica \| \| \| \| \| \| E. australis \| \| \| \| |
|  |                                                              |
|  | E. japonica                                                  |
|  |                                                              |
|  | E. australis                                                 |
|  |                                                              |

|  | E. japonica  |
|  |              |
|  | E. australis |
|  |              |

|  | E. glacialis =                                               |
|  |                                                              |
|  | \| \| E. japonica \| \| \| \| \| \| E. australis \| \| \| \| |
|  |                                                              |
|  | E. japonica                                                  |
|  |                                                              |
|  | E. australis                                                 |
|  |                                                              |

|  | E. japonica  |
|  |              |
|  | E. australis |
|  |              |

|  | E. glacialis =                                               |
|  |                                                              |
|  | \| \| E. japonica \| \| \| \| \| \| E. australis \| \| \| \| |
|  |                                                              |
|  | E. japonica                                                  |
|  |                                                              |
|  | E. australis                                                 |
|  |                                                              |

|  | E. japonica  |
|  |              |
|  | E. australis |
|  |              |

|  | E. glacialis =                                               |
|  |                                                              |
|  | \| \| E. japonica \| \| \| \| \| \| E. australis \| \| \| \| |
|  |                                                              |
|  | E. japonica                                                  |
|  |                                                              |
|  | E. australis                                                 |
|  |                                                              |

|  | E. japonica  |
|  |              |
|  | E. australis |
|  |              |

## Розмноження
Парування китів даного виду відбувається навесні або раннім літом. Вагітність самки триває приблизно 13 місяців, таким чином потомство народжується в квітні-червні наступного року. Новонароджений кит завдовжки сягає приблизно 4 метри. Характерною особливістю китів, є народження дитинчат із повністю сформованим жировим прошарком, необхідним для термоізоляції тварини. Годування молоком здійснюється протягом півроку, після чого молодняк переходить на природну їжу. Наступний приплід самка приносить як правило через три роки після пологів.

## Статус популяції
До початку активного промислу в XVII столітті світова популяція гренландських китів була настільки численною, що за свідченням капітана корабля, який ішов на Шпіцберген, його кораблю «доводилося розсувати стада грайливих чудовиськ у воді ніби це був паковий лід». Але до кінця XIX століття китобійний промисел поставив цей вид на грань знищення. Тільки голландськими китобоями в районі Шпіцбергена було знищено не менше 50 тисяч особин.
У 1935 році Міжнародна китобійна комісія встановила заборону на видобуток гренландського кита, згодом заборона неодноразово підтверджувалася. З 1973 року цей кит занесений до Додатка I Конвенції з міжнародної торгівлі вимираючими видами дикої фауни і флори (CITES).
Сучасна популяція гренландських китів, що оцінюється не менше ніж у 10 тисяч китів, головним чином зосереджена в морях Чукотському, Беринговому і Бофорта.

## Цікаві факти
- На острові Іттигран знаходиться Китова алея, споруджена з 50-60 черепів і 30 щелеп гренландських китів і сотень спеціально укладених каменів. Датовано XIV—XVI ст. н. е.